# 欧拉准则
在数论中，二次剩余的歐拉判別法（又稱歐拉準則）是用来判定给定的整数是否是一个质数的二次剩余。

## 叙述
若{\displaystyle p}是奇質數且{\displaystyle p}不能整除{\displaystyle d}，則：
{\displaystyle d}是模{\displaystyle p}的二次剩余当且仅当：
{\displaystyle d^{\frac {p-1}{2}}\equiv 1{\pmod {p}}}
{\displaystyle d}是模{\displaystyle p}的非二次剩余当且仅当：
{\displaystyle d^{\frac {p-1}{2}}\equiv -1{\pmod {p}}}
以勒让德符号表示，即為：
{\displaystyle d^{\frac {p-1}{2}}\equiv \left({\frac {d}{p}}\right){\pmod {p}}}

## 举例

### 例子一：对于给定数，寻找其为二次剩余的模数
令{\displaystyle a=17}。对于怎样的质数{\displaystyle p}，17是模{\displaystyle p}的二次剩余呢？
根据判别法里给出的准则，我们可以从小的质数开始检验。 
首先测试{\displaystyle p=3}。我们有：{\displaystyle 17^{\frac {3-1}{2}}=17^{1}\equiv 2{\pmod {3}}\equiv -1{\pmod {3}}}，因此17不是模3的二次剩余。
再来测试{\displaystyle p=13}。我们有：{\displaystyle 17^{\frac {13-1}{2}}=17^{6}\equiv 1{\pmod {13}}}，因此17是模13的二次剩余。实际上我们有：{\displaystyle 17\equiv 4{\pmod {13}}}，而{\displaystyle 2^{2}=4}.
运用同余性质和勒让德符号可以加快检验速度。继续算下去，可以得到：
对于质数{\displaystyle p=13,19,\cdots ,{\frac {17}{p}}=+1}（也就是说17是模这些质数的二次剩余）。
对于质数{\displaystyle p=3,5,7,11,23,\cdots ,{\frac {17}{p}}=-1}（也就是说17是模这些质数的二次非剩余）。

### 例子二：对指定的质数p，寻找其二次剩余
哪些数是模17的二次剩余？
我们可以手工计算：
{\displaystyle 1^{2}=1}
{\displaystyle 2^{2}=4}
{\displaystyle 3^{2}=9}
{\displaystyle 4^{2}=16}
{\displaystyle 5^{2}=25\equiv 8{\pmod {17}}}
{\displaystyle 6^{2}=36\equiv 2{\pmod {17}}}
{\displaystyle 7^{2}=49\equiv 15{\pmod {17}}}
{\displaystyle 8^{2}=64\equiv 13{\pmod {17}}}
于是得到：所有模17的二次剩余的集合是{\displaystyle \{1,2,4,8,9,13,15,16\}}。要注意的是我们只需要算到8，因为{\displaystyle 9=17-8}，9的平方与8的平方模17是同余的：{\displaystyle 9^{2}=(-8)^{2}=8^{2}\equiv 13{\pmod {17}}}.（同理不需计算比9大的数）。  
但是对于验证一个数是不是模17的二次剩余，就不必将所有模17的二次剩余全部算出。比如说要检验数字3是否是模17的二次剩余，只需要计算{\displaystyle 3^{\frac {17-1}{2}}=3^{8}\equiv 81^{2}\equiv (-4)^{2}\equiv -1{\pmod {17}}}，然后由欧拉准则判定3不是模17的二次剩余。
欧拉准则与高斯引理以及二次互反律有关，并且在定义欧拉-雅可比伪素数（见伪素数）时会用到。

## 證明
首先，由于{\displaystyle p}是一个奇素数，由费马小定理，{\displaystyle d^{p-1}\equiv 1{\pmod {p}}}。但是{\displaystyle p-1}是一个偶数，所以有
{\displaystyle (d^{\frac {p-1}{2}}-1)\cdot (d^{\frac {p-1}{2}}+1)\equiv 0{\pmod {p}}}
{\displaystyle p}是一个素数，所以{\displaystyle d^{\frac {p-1}{2}}-1}和{\displaystyle d^{\frac {p-1}{2}}+1}中必有一个是{\displaystyle p}的倍数。因此{\displaystyle d^{\frac {p-1}{2}}}模{\displaystyle p}的余数必然是1或-1。
- 證明若{\displaystyle d}是模{\displaystyle p}的二次剩餘，則{\displaystyle d^{\frac {p-1}{2}}\equiv 1{\pmod {p}}}

若{\displaystyle d}是模{\displaystyle p}的二次剩餘，則存在{\displaystyle x^{2}\equiv d{\pmod {p}}}，{\displaystyle p}跟{\displaystyle d,x}互質。根據費馬小定理得：
{\displaystyle d^{\frac {p-1}{2}}\equiv x^{p-1}\equiv 1{\pmod {p}}}
- 證明若{\displaystyle d^{\frac {p-1}{2}}\equiv 1{\pmod {p}}}，則{\displaystyle d}是模{\displaystyle p}的二次剩餘

{\displaystyle p}是一个奇素数，所以关于{\displaystyle p}的原根存在。设{\displaystyle a}是{\displaystyle p}的一个原根，则存在{\displaystyle 1\leq j\leq p-1}使得{\displaystyle d=a^{j}}。于是 
{\displaystyle a^{j{\frac {p-1}{2}}}\equiv 1{\pmod {p}}}
{\displaystyle a}是{\displaystyle p}的一个原根，因此{\displaystyle a}模{\displaystyle p}的指数是{\displaystyle p-1}，于是{\displaystyle p-1}整除{\displaystyle {\frac {j(p-1)}{2}}}。这说明{\displaystyle j}是一个偶数。令{\displaystyle i={\frac {j}{2}}}，就有{\displaystyle (a^{i})^{2}=a^{2i}=d}。{\displaystyle d}是模{\displaystyle p}的二次剩余。